# 琴吉·羅傑斯
琴吉·羅傑斯（英語：Ginger Rogers，1911年7月16日—1995年4月25日），美國電影演員、舞台劇演员、舞蹈家、歌手，以和弗雷德·阿斯泰爾的合作最為知名。她於1940年因電影《女人萬歲(電影)》得到奥斯卡最佳女主角奖。她在1999年被美國電影學會選為百年來最偉大的女演員第14名。
琴吉·羅傑斯是美國共和黨支持者，她的政治立場受她母親麗拉·羅傑斯（1891－1977）影響而來，母女一直關係親密。麗拉·羅傑斯是一名記者、電影製片人、編劇，也是美國海軍陸戰隊最早的女性官兵之一。琴吉·羅傑斯的第三任丈夫亦是海軍陸戰隊軍官。
琴吉·羅傑斯在好萊塢星光大道有屬於她的星，美國奧勒岡州Medford市有以她命名的劇院。

## 生平
琴吉·羅傑斯原名维吉妮娅·凯瑟琳·麦克马斯，因为她的表亲总是把维吉妮娅(Virginia)念成琴吉(Ginger)，她才有了这个名字。在她还是婴儿时家人就从密苏里州搬到了德克萨斯，然而在德克萨斯她的父母离婚了，琴吉11岁的时候父亲去世。然后她随着妈妈和外祖父、祖母移居到了堪萨斯市并在那里长大。她的母亲到好莱坞，想寻找一份编剧的工作，并在之後如愿以偿。
然而，当琴吉高中毕业时母亲再嫁并且移居回到了德克萨斯。在学校剧场中的演出使得琴吉爱上了表演，高中毕业后她去了纽约，在百老汇找到了工作。经过试镜以后，她很快就被雇佣了。1929年她演出了自己的第一部电影，虽然角色很小不过这是她好莱坞生涯的开端。由于在一部电影中展示了歌喉，她开始获得公众的关注。1934年，通过影片《两千万甜心》（Twenty Million Sweethearts）她在大众中获得了名气。
1933年，琴吉第一次同弗雷德·阿斯泰尔合作拍摄了一部歌舞片，在这之后两人一发不可收拾，合作拍摄了8部歌舞片，他们两人的形象成为了好莱坞的象征。1940年，琴吉获得了奥斯卡最佳女主角奖。然而在这之后她打算单飞。1965年琴吉拍摄了最后一部电影作品，在此之后就专注于百老汇的戏剧演出。
1984年她退出演艺事业，并且在1991年写了一本自传。1995年在加利福尼亚州兰乔米拉過世。

## 延伸阅读
- Astaire, Fred.  reprint. Harper Collins. August 5, 2008  [2021-06-05]. ISBN 978-0061567568. （原始内容存档于2021-06-18）.
- Croce, Arlene.  reprint. Vintage Books. 1977  [2021-06-05]. ISBN 978-0394724768. （原始内容存档于2021-06-05）.
- Faris, Jocelyn. . Greenwood Press. 1994  [2021-06-05]. ISBN 978-0313291777. （原始内容存档于2021-06-13）.
- Hyam, Hannah. . Brighton: Pen Press Publications. 2007. ISBN 978-1-905621-96-5.
- Mueller, John. . Hamish Hamilton. 1986. ISBN 978-0241117491.
- Rogers, Ginger. . Toronto: Harper Collins, Canada. 1991  [2021-06-05]. ISBN 978-0060183080. （原始内容存档于2021-06-05）.

## 外部連結
- 琴吉·羅傑斯在互联网电影资料库（IMDb）上的資料（英文）
- TCM电影资料库上琴吉·羅傑斯的资料（英文）
- 互聯網百老匯資料庫（IBDB）上琴吉·羅傑斯的資料（英文）
- Ginger Rogers – Appreciations
- Backwards in High Heels: The Ginger Musical （页面存档备份，存于）
- Ginger Rogers biography from Reel Classics （页面存档备份，存于）
- John Mueller's 1991 New York Times review of Ginger: My Story （页面存档备份，存于）
- Photographs and literature （页面存档备份，存于）
- Owens-Rogers Museum in Independence, Missouri （页面存档备份，存于）

}
| 獎項             | 獎項                    | 獎項             |
| ---------------- | ----------------------- | ---------------- |
| 前任者： 费雯·丽 | 奥斯卡最佳女主角 1940年 | 繼任者： 琼·芳登 |